# Diriamba
Diriamba est une ville et une municipalité du département de Carazo, au Nicaragua. C'est la ville la plus peuplée du département. Elle est située à 42 kilomètres au sud de la capitale de Managua.
La ville est le berceau du football Nicaraguayen et du théâtrale satirique El Güegüense déclaré « patrimoine immatériel de l'humanité » en 2005 par l'UNESCO. 